# Teoria estruturalista
A teoria estruturalista surgiu por volta da década de 50, como um desdobramento de autores voltados  a Teoria da Burocracia que tentaram conciliar as teses propostas pela Teoria Clássica e pela Teoria das Relações Humanas.
Os autores estruturalistas procuram inter-relacionar as organizações com o seu ambiente externo, que é a sociedade maior, ou seja, a sociedade de organizações, caracterizada pela interdependência entre as organizações.
A Teoria Estruturalista, assim como a Teoria da Burocracia, faz parte também da abordagem estruturalista. O enfoque da teoria estruturalista é na estrutura e ambiente, assim, de acordo com Chiavenato (2003), essa teoria trouxe uma importante ruptura com relação as anteriores. Ela mostra a organização como sendo um sistema aberto que se relaciona com o ambiente e com outras organizações. A Teoria Estruturalista baseia-se no conceito de estrutura, que é um todo composto por partes que se inter-relacionam. Portanto, o todo é maior do que a simples soma das partes. O que significa que os sistemas organizacionais não são a mera justaposição das partes.
De acordo com Chiavenato (2003), esta teoria caracteriza-se por sua múltipla abordagem, englobando em sua análise a organização formal e informal, recompensas materiais e sociais e entre outros, reconhecem os conflitos organizacionais, ditos como inevitáveis. Por fim, os estruturalistas fazem uma análise comparativa entre as organizações, propondo tipologias, como, a de Etzione (1980), na qual ele se baseia no conceito de obediência, e a de Blau e Scott (1970), que se baseia no conceito de beneficiário principal.

## Origem da teoria estruturalista
A Teoria Estruturalista foi criada a partir de um desdobramento da Teoria da Administração e como contrapartida da reviravolta na Administração, causada pelos princípios sociais e filósofos da Teoria das Relações Humanas.
Ao final da década de 1950, as Teorias Clássica e Relações Humanas criaram situações sem saída que a Teoria da Burocracia não deu conta de resolver, e a Teoria Estruturalista foi criada na tentativa de suprir essa carência de soluções na Administração. (Chiavenato, 2003).
A Teoria Estruturalista teve como origem os seguintes fatos:
• A oposição surgida entre a Teoria Clássica e a Teoria das Relações Humanas – incompatíveis entre si - tornou necessária uma posição mais ampla e compreensiva que integrasse os aspectos considerados por uma e omitidos pela outra e vice-versa. A Teoria Estruturalista pretende ser uma síntese delas, inspirando-se na abordagem de Max Weber.
• A necessidade de visualizar "a organização como uma unidade social complexa na qual interagem grupos sociais" que compartilham alguns dos objetivos da organização (como a viabilidade econômica da organização), mas podem se opor a outros (como a maneira de distribuir os lucros). Seu maior diálogo foi com a Teoria das Relações Humanas.
• A influência do estruturalismo nas ciências sociais e sua repercussão no estudo das organizações. O estruturalismo influenciou a Filosofia, a Psicologia (com a Gestalt), a Antropologia (com Claude Lévi-Strauss), a Matemática (com N. Bourbaki), a Linguística, chegando até a teoria das organizações• com Thompson, Etzioni e Blau. Na teoria administrativa, o estruturalismo se concentra nas organizações sociais.
• Novo conceito de estrutura. O conceito de estrutura é antigo. Heráclito; nos primórdios da história da Filosofia, concebia o "logos" como uma unidade estrutural que domina o fluxo ininterrupto do devir e o torna inteligível. É a estrutura que permite reconhecer o mesmo rio, embora suas águas jamais sejam as mesmas devido à contínua mudança das coisas. Estrutura é o conjunto formal de dois ou mais elementos e que permanece inalterado seja na mudança, seja na diversidade de conteúdos, isto é, a estrutura mantém-se mesmo com a alteração de um dos seus elementos ou relações. A mesma estrutura pode ser apontada em diferentes áreas, e a compreensão das estruturas fundamentais em alguns campos de atividade permite o reconhecimento das mesmas estruturas em outros campos. O estruturalismo está voltado para o todo e com o relacionamento das partes na constituição do todo. A totalidade, a interdependência das partes e o fato de o todo ser maior do que a soma das partes são as características do estruturalismo.

## Homem Organizacional
Enquanto a Teoria Clássica caracteriza o "Homo economicus" e a Teoria das Relações Humanas "o homem social", a Teoria Estruturalista focaliza o "homem organizacional", a pessoa que desempenha diferentes papéis em várias organizações. Na sociedade de organizações, moderna e industrializada, avulta a figura do homem organizacional que participa de várias organizações. O homem moderno, ou seja, o homem organizacional, para ser bem-sucedido em todas as organizações, precisa ter as seguintes características de personalidade:
•	Flexibilidade, em face das constantes mudanças que ocorrem na vida moderna e da diversidade de papéis desempenhados nas organizações.
•	 Tolerância às frustrações para evitar o desgaste emocional decorrente do conflito entre necessidades organizacionais e necessidades individuais, cuja mediação é feita através de normas racionais, escritas e exaustivas.
•	Capacidade de adiar as recompensas e poder de compensar o trabalho rotineiro na organização em detrimento de preferências pessoais.
•	Permanente desejo de realização para garantir cooperação e conformidade com as normas organizacionais para obter recompensas sociais e materiais. 
As organizações sociais são consequências da necessidade que as pessoas têm de relacionar-se e juntar-se com outras a fim de poder realizar seus objetivos. Dentro da organização social, as pessoas ocupam certos papéis. Papel significa um conjunto de comportamentos solicitados a uma pessoa; é a expectativa de desempenho por parte do grupo social e consequente internalização dos valores e normas que o grupo, explícita ou implicitamente, prescreve o indivíduo. O papel prescrito para o indivíduo é reforçado pela sua própria motivação em desempenhá-lo eficazmente. Cada pessoa pertence a vários grupos e organizações, e desempenha diversos papéis, ocupa muitas posições e suporta grande número de normas e regras diferentes.

## Reengenharia
Segundo Ferreira, Pereira e Reis (2002), reengenharia é uma reestruturação radical da empresa por meio de um conjunto de processos que tem como finalidade o rápido ajuste às condições do mercado. A reengenharia é realizada de uma só vez, apresenta resultados em longo prazo e é um processo de alto
risco.
Segundo Abreu (1994, apud Ferreira, Pereira e Reis, 2002), a reengenharia apresenta quatro fases:         
1. Estratégia: É a fase em que ocorre a elaboração do planejamento estratégico.
2. Ativação: É a fase em que há a ênfase nos ganhos de desempenho.
3. Melhoria: É a fase em que há a agregação de novos valores.
4. Redefinição: Neste último, há a criação de novas unidades de negócios.
Ferreira, A.; Pereira, I.; Reis, C. (2002) afirma que, por ser uma reestruturação radical, a reengenharia traz diversas mudanças. Os colaboradores passam a trabalhar em equipes de processo em vez de departamentos de função. Essa mudança tem como consequência o fortalecimento do espírito de equipe e uma maior autonomia dos funcionários que passam a ser instruídos em vez de supervisionados. Além disso, a habilidade passa a ser o principal critério de promoção, substituindo o desempenho.

## Apreciação crítica
Segundo Ferreira, A.; Reis, C.; Pereira, I. (2002), as críticas feitas ao Estruturalismo normalmente são respostas às críticas formuladas pelos próprios estruturalistas em relação a outras teorias, principalmente à Teoria das Relações Humanas. Dentre as críticas recebidas, destacam-se as seguintes: 
Ampliação da abordagem: A Teoria Estruturalista ampliou o campo de visão da administração que antes se limitava ao indivíduo, na Teoria Clássica, e ao grupo, na Teoria das Relações Humanas, e que agora abrange também a estrutura da organização, considerando-a um sistema social que requer atenção em si mesmo.
Ampliação do estudo para outros campos: A Teoria Estruturalista alargou também o campo de pesquisa da administração, incluindo organizações não- industriais e sem fins lucrativos em seus estudos.
Convergência de várias teorias: Na visão de Chiavenato (2003), nota-se, no Estruturalismo, uma tentativa de integração em ampliação nos conceitos das teorias que o antecederam, a saber: A Teoria Clássica, a Teoria das Relações Humanas e a Teoria da Burocracia.
Dupla tendência teórica: Ainda para Chiavenato (2003), alguns dos autores estruturalistas enfatizavam somente a estrutura e os aspectos que integravam a organização, onde a mesma é o objeto da análise. Outros autores se atêm aos aspectos como conflitos e divisões na organização.
Diante da fragilidade e da insuficiência da Teoria Clássica e a de Relações Humanas, estas criando um empecilho que a própria Teoria da Burocracia não conseguiu transpor, os estruturalistas procuram ter em vista a estrutura formal, porém, integrando a uma abordagem mais humanística. Consideramos, portanto, que ela é uma síntese da Teoria Clássica (formal) e da Teoria das Relações Humanas (informal), tentando integrar as duas, numa perspectiva crítica, Darkson Silva 2014.